# فرودگاه موما
فرودگاه موما (به روسی: Аэропорт Мома) فرودگاهی عمومی واقع در Honuu در کشور روسیه است.

## شرکت‌های هواپیمایی و مقصدهای پروازی
| شرکت‌های هواپیمایی | مقصدهای پروازی |
| ----------------- | -------------- |
| Polar Airlines    | یاکوتسک        |